# ثوم ضيق التويجية
ثوم ضيق التويجية (الاسم العلمي: Allium stenopetalum) هو نوع من النباتات يتبع جنس الثوم من فصيلة النرجسية.